# 電影雙周刊
《電影雙周刊》（英語：City Entertainment Magazine）是一本香港的電影雜誌，於1979年1月11日創刊。最高峰時（1990年代初）每期銷量達13萬冊以上。《電影雙周刊》是香港唯一橫跨二十年、見證本地影壇興衰歷史發展之地道電影雜誌，香港電影金像獎頒獎典禮亦是由《電影雙周刊》一手創辦的。

## 歷史

第一期

1979年創刊，（第一期：以藝人鄭裕玲為封面）起紿為單色黑白印刷，當時刊物副題為「錄影、電視電影、文娛指南」:78。1988年後以紅黑雙色印刷，附以數頁粉紙彩頁:79。
於1990年10月開始轉為彩色印刷本（301期：以電影《菊豆》為封面），在2003年十二月推出一書三冊之《改革號》（643期：以電影《無間道Ⅲ：終極無間》為封面）；附贈包括介紹出爐影碟資訊的「DVD MAGAZINE」及介紹外語電影之「FOREIGN FILMS」。
1997年以後，《電影雙周刊》的銷量隨著香港本地電影漸走下坡及網上資訊發達影響而開始下降。到停刊前的近年每期銷量只得數千冊，入不敷支，出版人需要掏錢倒貼維持雙周刊出版。
2007年，《電影雙周刊》於1月宣佈暫時停刊，最後一期為1月11日發行之第724期:71（以經典舊刊為封面）。
在同年12月，宣佈推出全新網站及網上閱讀版，定為試刊號1：以電影《投名狀》為封面），依然包含副刊「DVD MAGAZINE」。至今已經推出了共十四期的網上試刊。

## 風格
注重本地電影工業各層面的報導及分析、行業不同崗位的採訪、作品評論；對新電影的報導注重製作，不傾向硬銷作品及明星向；以提升觀眾的賞析水平為目標。:77
活躍的影評人包括李焯桃（曾任總編輯）、舒琪、羅維明、金炳興、陳輝揚、馮美華、邁克等。:78
游靜擔任總編輯後積極加入文化內容，如在1989年開設「閱讀都市」副刊。:79

## 出版書籍
- 1969-1989 首輪影片票房紀錄
- 方育平三部曲
- 映像紀錄‧審死官
- 成龍的一天
- 關錦鵬‧人在紐約 的誕生
- 電影海報精選（共13輯）
- 天皇料理
- 映像紀錄‧超級學校霸王
- 銀海星踪（香港篇）
- 銀海星踪（歐美篇）
- 映像紀錄‧五億探長雷洛傳
- 光影存真
- 蘇聯經典電影海報
- 映像紀錄‧賭神2
- 映像紀錄‧錦繡前程
- 映像紀錄‧新上海灘
- 映像紀錄‧爆裂刑警
- 香港電影工業結構及市場分析
- 映像紀錄‧2002
- 映像紀錄‧龍在江湖
- 春光乍洩攝影手記
- 銀壇瑰寶
- 映像紀錄‧鐘無豔
- 映像紀錄‧願望樹
- 映像紀錄‧同居蜜友
- 映像紀錄‧瘦身男女
- 映像紀錄‧戀戰沖繩
- 電影海報館（共8輯）
- 當年情‧張國榮
- THE ONE AND ONLY張國榮
- 映像紀錄‧戀愛行星
- 張國榮的時光
- 映像紀錄‧無間道
- 映像紀錄‧十面埋伏
- 盛世光陰‧張國榮
- 張國榮的電影世界‧1
- 張國榮的電影世界‧2
- 張國榮的電影世界‧3
- 芳華絕代‧梅豔芳
- 張國榮的61世
- 永恆的杜魯福
- 光影十年
- 早期香港影史第一懸案‧黎北海、黎民偉從影個案研究
- 張國榮電影海報
- 張國榮追 —看不盡的銀幕風華

## 外部連結
- 電影雙周FACEBOOK
- 電影雙週刊書店
- 電影雙周刊YouTube頻道 （页面存档备份，存于）